# Школа в Большом Трёхсвятительском переулке
Школа в Большом Трёхсвятительском переулке — историческое здание бывшего Реформатского училища при Евангелическо-реформатской церкви в Москве, расположенное по адресу: Большой Трёхсвятительский переулок, дом 4. После революции, в разные годы в здании располагались школы № 42, 43, 24, 327, 35, 1227, 2095. В настоящее время в здании располагается филиал школы «Покровский квартал», в котором проходят занятия 7—9 математических классов НИУ ВШЭ, классов предпрофильного образования (физика, математика, информатика) и 10—11 классов «распределенного лицея», инженерных и профильных классов.

## История

### 1908—1918 гг.
В 1908 году обществом прихожан-кальвинистов Евангелическо-реформатской церкви в Москве было основано «Реформатское училище на правах гимназии», в котором было три подготовительных и восемь основных классов. Основателями училища были приняты новые принципы обучения, до того не применявшиеся: впервые введено совместное обучение мальчиков и девочек, в училище принимали всех, независимо от вероисповедания и национальности, обучение велось только на русском языке, ношение формы считалось необязательным. Первые три выпуска были малочисленными, первый — составил всего 12 человек.
Сначала реформатское училище помещалось в двухэтажном доме на углу улицы Покровки и Армянского переулка (д. 1/6). Затем, по мере увеличения количества учащихся, в 1912—1913 годах по специальному заказу общины был построен дом в Большом Трёхсвятительском — рядом с самой церковью, которая находилась в Малом Трёхсвятительском переулке. Архитектором стал член общины Евангелическо-реформатской церкви, знаменитый зодчий своего времени Адольф Эрнестович Эрихсон.
Первым директором училища была Анилина Карловна Паунер, а затем директором стал талантливый педагог, математик Мартин Фёдорович Берг. Построенное по специальному проекту здание отвечало самым передовым требованиям: просторные светлые классы, широкие коридоры, оборудованные кабинеты химии, физики, естествознания, современный спортивный зал, плоская большая крыша для занятий и игр на свежем воздухе.
Во время Первой мировой войны в 1915 году в этом здании был открыт госпиталь для раненых, просуществовавший до 1918 года. В эти годы школьные занятия проводились Практической академии на Покровском бульваре.

### 1918—1988 гг.
Осенью 1918 года школа переезжает обратно в Большой Трёхсвятительский (в 1924—1993 годах — Большой Вузовский) и получает № 42 Бауманского отдела народного образования (БОНО). Параллельно с ней в этом же здании до 1923 года проводились занятия школы № 43 БОНО — бывшей 4-й мужской гимназией. По свидетельству современников (выпускников 1925 г.), обе школы занимались в разное время и учащиеся практически не общались друг с другом.
В 1923—1924 гг. школа № 42 была объединена со школой № 43, насчитывающей меньшее количество учащихся и классов. Бывшие «реформаторы», как тогда называли учеников школы № 42, сохранили свои параллельные классы «А» и «Б», а классам учеников бывшей школы № 43 была присвоена литера «В». Было создано новое объединённое руководство и школьное самоуправление. Первым директором объединённой школы стал преподаватель физики Пётр Николаевич Степаненко.
В 1930-х годах школа была реорганизована как девятилетка под № 24 БОНО. После изменения районирования Москвы она отошла от Бауманского к Красногвардейскому району и получила № 327.
В 1964 г. школа была преобразована в специальную школу № 35 (до 1969 года Бауманского, с 1969 года — Калининского района) с преподаванием ряда предметов на английском языке.

### 1988 — наши дни
C 1988 года школа стала носить № 1227. 30 марта 2003 года школа отметила своё 90-летие, а в 2013 году — 100-летие. Много лет подряд в этот день ежегодно проходит традиционная встреча выпускников.
В 2012 году 1-е и 2-е классы перешли на новые Федеральные государственные образовательные стандарты, всего в школе было 16 классов, в которых обучалось более 350 человек, а также имелась группа дошкольного образования. Английский язык в школе преподается с 1-го класса, а после 9-го класса ученики переходят на профильное обучение, кроме того имеется система дополнительного образования. На базе школы периодически проводится масса районных, окружных и городских мероприятий, где ученики активно участвовали и занимали призовые места в различных ежегодных городских конкурсах. С 2012 года на базе школы работает московский детский танцевальный ансамбль «Калинка».

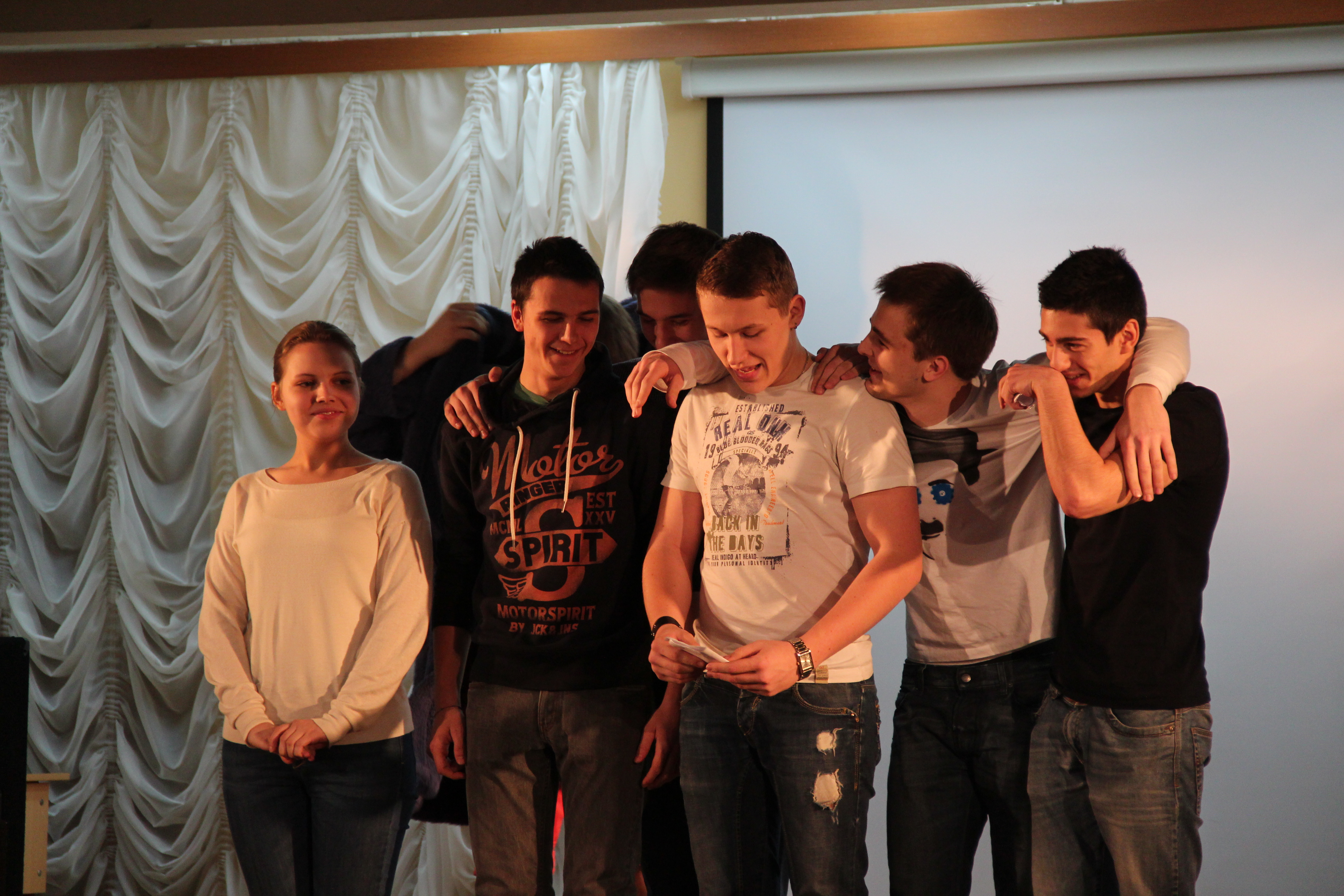
Команда КВН выпускников школы (2012/2013 уч. год)
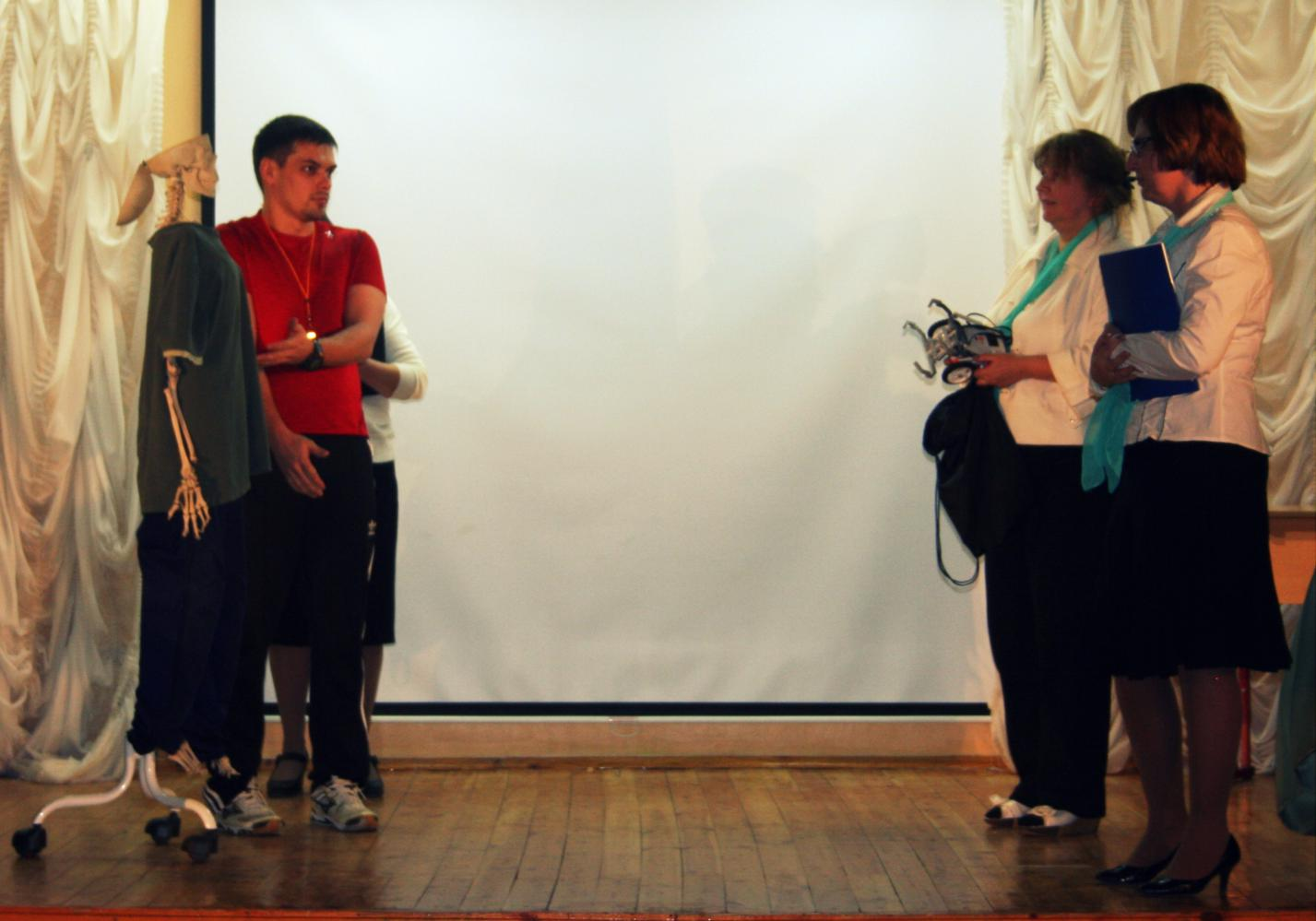
Команда КВН учителей школы (2012/2013 уч. год)
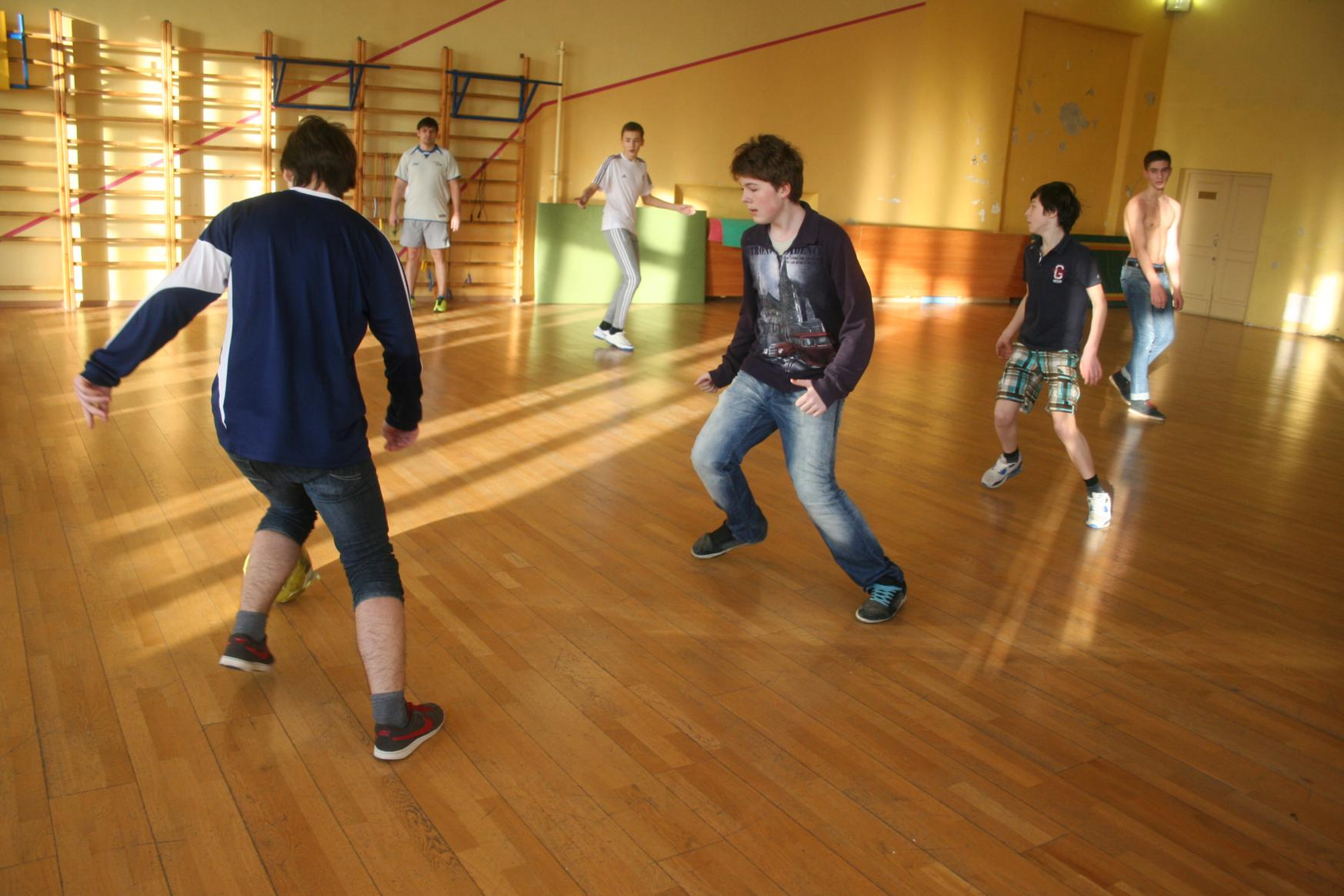
Футбольный матч в большом спортивном зале
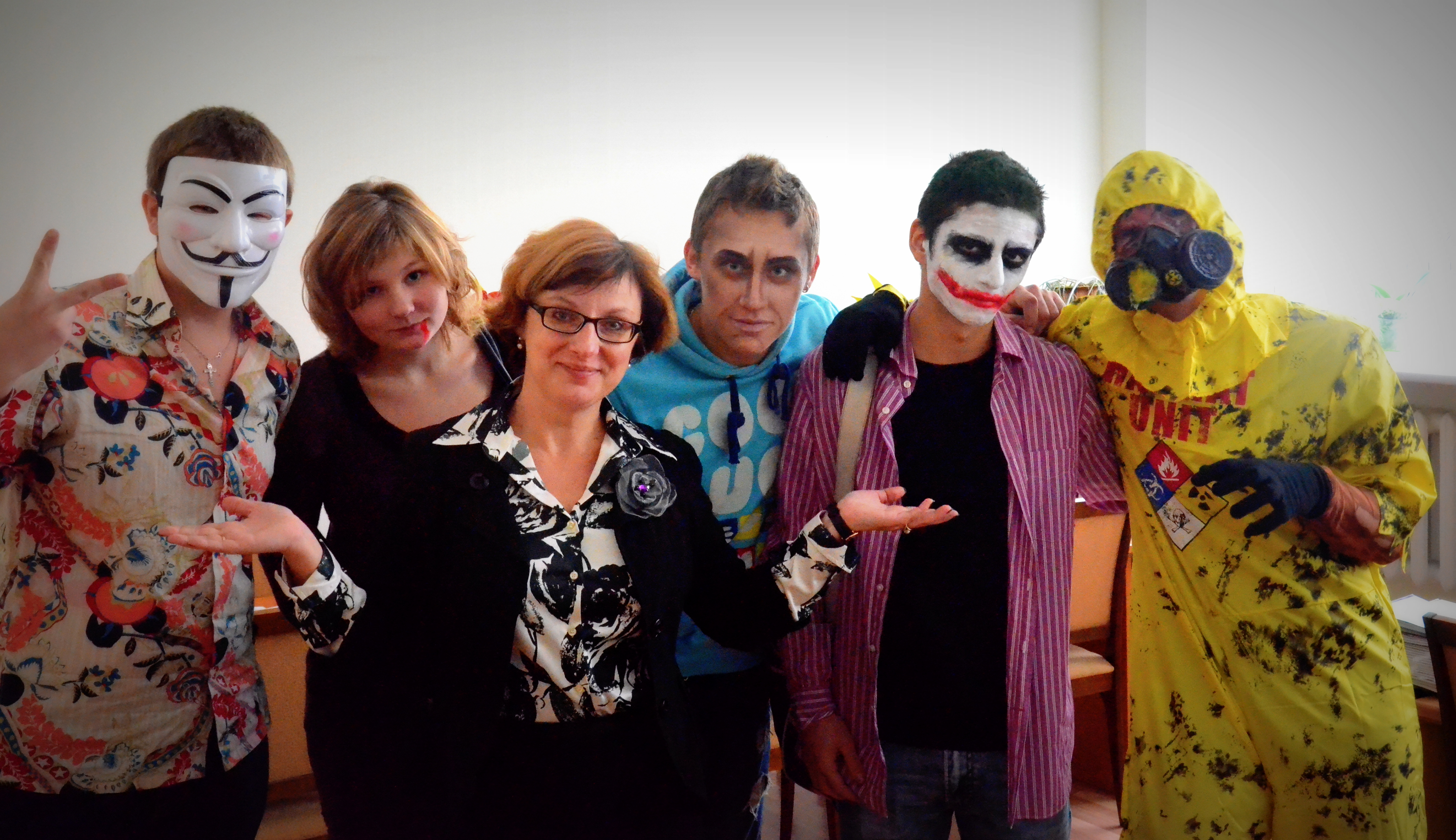
Halloween в гостях у директора школы Ю. И. Трушинской (2012/2013 уч. год)

1 сентября 2014 года школа официально вошла в состав образовательного комплекса «Покровский квартал».

## Персоналии

### Известные выпускники[2]
- Геннадий Петрович Александров — лётчик, Герой Советского Союза (окончил в 1939 году).
- Александр Аркадьевич Галич, советский поэт, автор и исполнитель (окончил в 1935 году).
- С. Н. Гаррель — народная артистка РСФСР (МХАТ).
- А. И. Горюнов — народный артист РСФСР (Театр имени Е. Вахтангова).
- В. М. Гусев — поэт, переводчик, драматург, сценарист.
- Е. Л. Дзиган — актёр, кино- и театральный режиссёр, сценарист, народный артист СССР.
- Э. Т. Кренкель — полярник, Герой Советского Союза (учился с 1-го по 5-й классы в 1912—1917 годах).
- Б. Н. Ливанов — народный артист СССР.
- Л. Н. Оборин — пианист, композитор, народный артист СССР.

### Директора
Первым директором Реформатского училища была Анилина Карловна Паунер, а затем — математик Мартин Карлович Берг. С 1923 года объединённой школой руководили:
- Пётр Николаевич Степаненко
- Иван Васильевич Чеповой (1945—1972)
- Валерия Александровна Сыто́ва (1972—1977)
- Анна Петровна Смирнова (1977—1984)
- Светлана Фёдоровна Юрина (1984—1988)
- Татьяна Юрьевна Преснякова (1988—1990)
- Николай Марьянович Франкевич (1990—1995)
- Марина Владимировна Смирницкая (1995—2003)
- Ирина Владимировна Данилова (2003—2005)
- Алексей Михайлович Игнатов (2005—2007)
- Наталья Павловна Орлова, и. о. (2007—2008)
- Юлия Игоревна Трушинская (2008—2014)
- Николай Владимирович Копытин (с 18.08.2014)[3]